# Darbar Marg

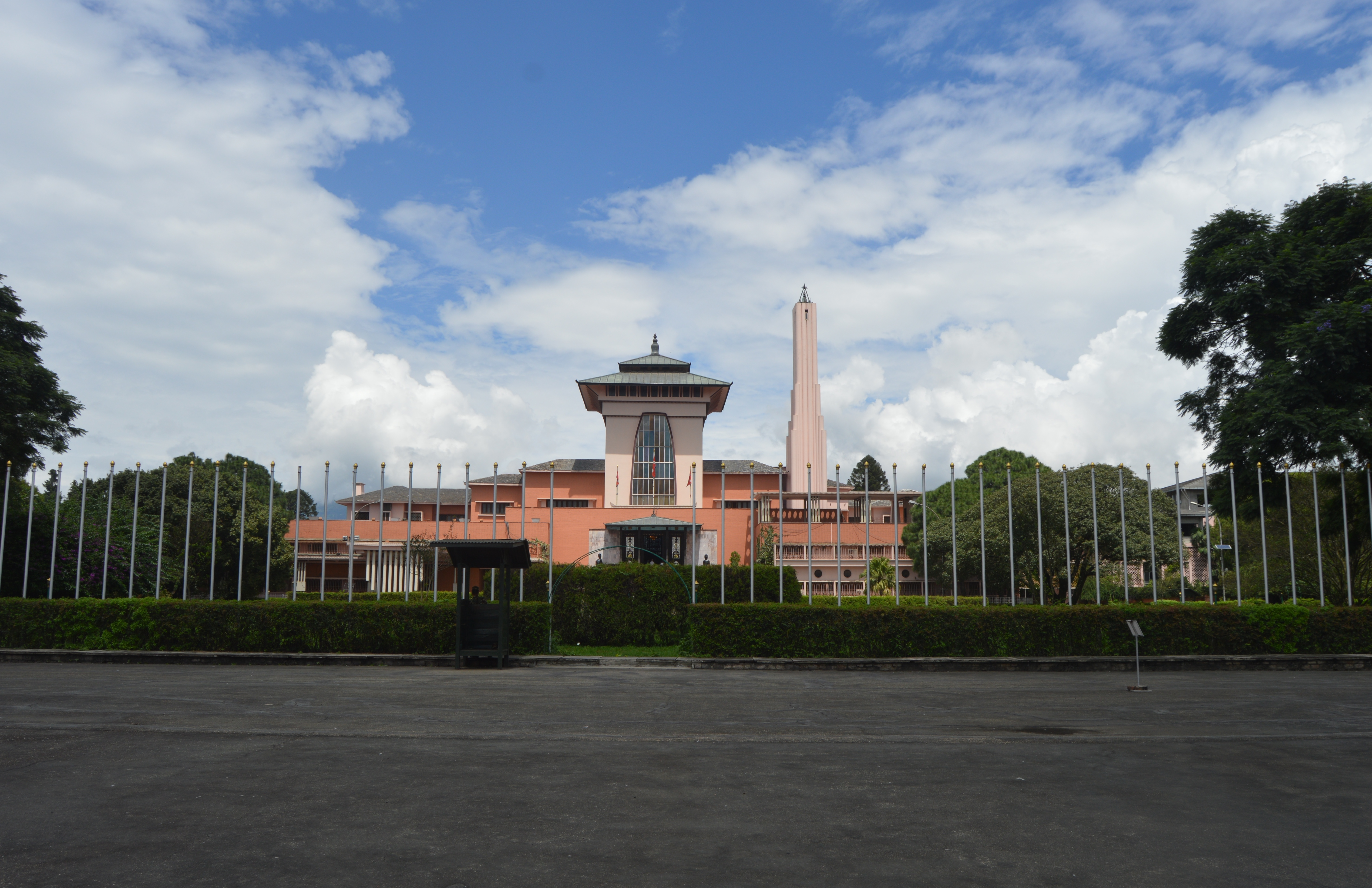
O Palácio Narayanhiti, residência dos últimos reis do Nepal, vista de Durbar Marg

Durbar Marg, Durbarmarg ou Darbar Marg (em nepali: दरबारमार्ग) é uma das principais avenidas de Catmandu, a capital do Nepal. Situado no centro da cidade, é também conhecida como Estrada ou Caminho do Rei, principalmente entre os estrangeiros, devido à residência dos últimos reis do Nepal, o Palácio Narayanhiti, se situar no topo norte da avenida.
É uma área elegante e bem cuidada, onde se concentram a maior parte dos hotéis e restaurantes de luxo da cidade, bem como discotecas, lojas de grandes marcas e boutiques caras, centro comerciais, agências de viagens e sedes de companhias aéreas. A par de Thamel, situada a pouca distância do topo norte, a oeste do palácio real, e mais orientada para turismo mais barato, é a principal zona turística da cidade. Pouco tempo depois da abolição da monarquia e da implantação da república, em 2008, o Palácio Narayanhity foi transformado num museu.

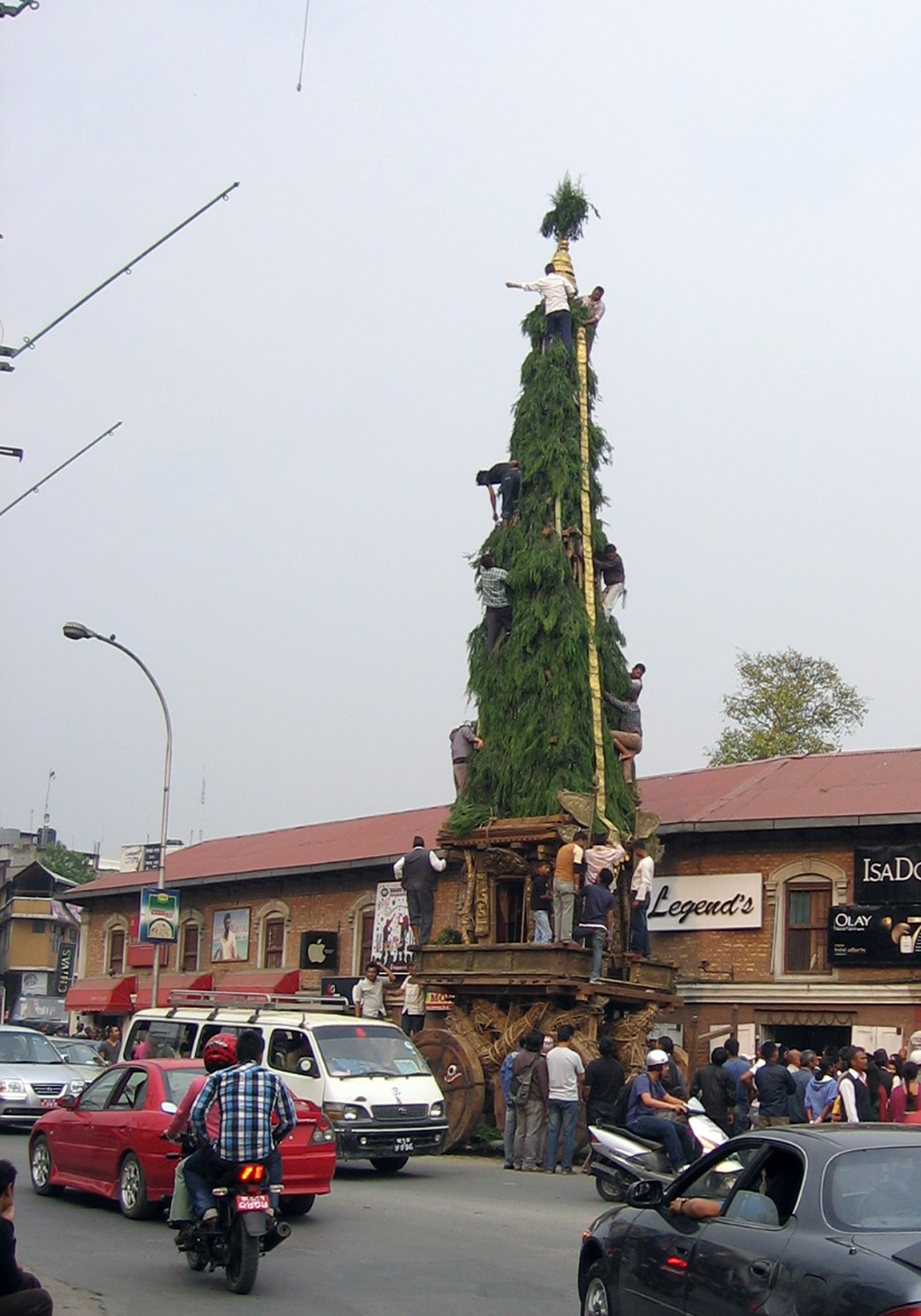
Procissão de Jana Baha Dyah Jatra em Durbar Marg

Em Durbar Marg situam-se também o campus do Colégio Tri-Chandra e uma mesquita usada pela minoria muçulmana do vale de Catmandu.
A maior parte da avenida foi construída pelos últimos governantes Rana, os primeiro-ministros hereditários que governaram o país despoticamente entre 1846 e 1951. A construção envolveu a demolição do antigo arrabalde rural de Jamal, tendo sido expropriadas terras aos agricultores e mosteiros existentes na zona.
Uma das estruturas demolidas foi um bahal (uma espécie de praça fechada ou pátio rodeado de habitações, típico da arquitetura neuari) que segundo a tradição foi a morada de Sveta Matsyendranath  ("Matsyendranath Branco"), o bodisatva da compaixão adorado tanto por hindus como por budistas. O bahal erguia-se no local onde teria sido encontrada a imagem da divindade que atualmente está guardada no templo de Karunamaya, em Jana Bahal (também chamada Machhindra Bahal), Kel Tole (Praça Kel), entre Asan e Indra Chok. No local do bahal demolido está atualmente uma estátua do rei Mahendra, pai dos últimos dois monarcas nepaleses. A descoberta da imagem sagrada é comemorada anualmente durante o festival Jana Baha Dyah Jatra (ou festival do carro triunfal), quando é realizada uma procissão com a imagem da divindade colocada num grande santuário portátil em forma de torre transportada num carro; a procissão dá três voltas à estátua de Mahendra.